# Herpsilochmus stotzi
El tiluchí de Aripuana (Herpsilochmus stotzi) es una especie de ave paseriforme de la familia Thamnophilidae perteneciente al numeroso género Herpsilochmus. Es endémico de la Amazonia central en Brasil.

## Descripción
Mide alrededor de 11,5 cm de longitud total y pesa 10,8 g. El macho tiene la corona negra con algunas pintas o estrías blanquecinas, las pequeñas plumas negras de la frente tienen las puntas pardo amarillento, dando un efecto de estriado. Área pre-ocular y loral blanquecinas, lista post-ocular negra, como la corona, contrastando marcadamente con la lista superciliar y región facial blancas. Los lados del pescuezo y toda la parte superior es gris medio con un tono débil de verde oliva en el manto. Presenta una mancha interescapular blanca, oculta. la garganta y región malar son blanco cremoso pálido, volviéndose blanco hacia el centro del pecho; lados del pecho, flancos y muslos ligeramente grisáceos; bajo vientre y cobertoras inferiores de la cola ligeramente más pálidos que la garganta. La cola es graduada, las rectrices externas son blancas con base negra, las puntas blancas van decreciendo en los pares sucesivos y las rectrices centrales solo tienen una mínima punta blanca, pero con bordes blanquecinos más notorios. Las cobertoras de las alas son negras, cada pluma marcada con una notable punta blanca. El arreglo de las plumas en las alas causa la impresión de dos barras blancas bien definidas. Las escapulares son del mismo gris del manto, con márgenes blancas en las juntas, formando una notable lista blanca próxima al final de las barras de las alas. Las cobertoras primarias mayores son pardo pálido, el álula es negro, las remiges negro parduzco. Las cobertoras inferiores son blanco cremoso como el pecho. Presenta dimorfismo sexual, la hembra es decididamente más pálida por abajo, la frente anaranjado lavado, en algunos ejemplares avanzando hasta la región loral, contratando con la lista superciliar blanquecina. El iris es marrón oscuro, el maxilar negro y la mandíbula gris; las piernas y tarsos son grises.

## Distribución y hábitat
Su zona se restringe al centro de la Amazonia brasileña, sobre la orilla derecha del río Madeira en el interfluvio de los ríos Aripuanã y Machado (o Ji-Paraná): desde la orilla izquierda del alto Aripuanã hasta su confluencia con el Roosevelt, desde ese punto río arriba en ambas márgenes del Roosevelt hacia el este hasta un límite desconocido (probablemente el propio Aripuanã, casi seguramente no muy lejos al este hasta el río Sucunduri) en el estado de Amazonas y extendiéndose al noroeste de Mato Grosso al sur y oeste de la orilla derecha del Machado (o Ji-Paraná) en el estado de Rondônia. Se desconocen los límites al sur.
Habita en bosques bajos (pero de crecimiento antiguo) llamados localmente campinaranas, en suelos arenosos pobres de nutrientes y pobremente drenados. Usualmente, la canopia no excede los 20 m de altitud y generalmente menos que 12 m, con una alta densidad de árboles de tronco fino. Ocurre también, fragmentadamente, en bosques altos de tierra firme, pero la presencia de densos manchones de la palma del sotobosque Lepidocaryum tenue parece ser un indicador confiable de la presencia de H. stotzi en la canopia.

## Estado de conservación
Ha sido calificado como «preocupación menor» por la IUCN, como los autores de la descripción habían anticipado, ya que es localmente común y no enfrenta amenazas inmediatas a su existencia.

### Amenazas
Intervenciones en su hábitat preferido de campinarana arriba descrito, como pavimentación o construcción de nuevas carreteras pueden afectar el equilibrio natural de la especie.

## Comportamiento
Es similar al de las especies más próximas de su género, en especial al de Herpsilochmus gentryi, incluyendo el juntarse regularmente, sino inveteradamente, a bandadas mixtas de otros insectívoros de la canopia para forrajear.

### Alimentación
Su dieta se compone exclusivamente de insectos.

### Reproducción
La nidificación ocurre entre julio y agosto.

### Vocalización
El canto de la especie es similar a otros pero enteramente diagnosticable. Es un ronroneo suave seguido de un trinado desacelerando rápidamente. Ambos sexos cantan. El llamado más frecuente es una nota “chuii”, otro menos frecuente es un curto y agudo “chiu” dado único o en series de 2-5 notas.

## Sistemática

### Descripción original
La especie H. stotzi fue descubierta por el ornitólogo estadounidense Douglas Stotz en 1986, pero se pensó ser una población desconocida de Herpsilochmus atricapillus, muy distante de su zona de distribución; y fue finalmente descrita por los ornitólogos Bret M. Whitney, Mario Cohn-Haft, Gustavo A. Bravo, Fabio Schunck & Luís Fábio Silveira en 2013 bajo el mismo nombre científico. La localidad tipo es «orilla izquierda del río Aripuanã, en el municipio de Manicoré, comunidad Itapinima, a 80 km de Manicoré, estado de Amazonas».
El descubrimiento de esta especie hizo parte de la mayor descripción de nuevas especies en 140 años, cuando, en 2013, 15 nuevas aves amazónicas fueron descritas por científicos de 3 instituciones brasileñas: Universidad de São Paulo, Museu Paraense Emílio Goeldi e Instituto Nacional de Pesquisas da Amazônia y una estadounidense: Louisiana State University.

### Etimología
El nombre genérico masculino «Herpsilochmus» proviene del griego «herpō»: reptar, arrastrarse y «lokhmē»: matorral, chaparral; significando «que se arrastra por el matorral»; y el nombre de la especie «stotzi», conmemora al ornitólogo estadounidense Douglas Stotz, descubridor de la especie.

### Taxonomía
La nueva especie fue reconocida por el South American Classification Committee (SACC) mediante la aprobación de la Propuesta N° 585 en septiembre de 2013 y ya fue listada por las clasificaciones del Congreso Ornitológico Internacional (IOC) y Clements Checklist
Los estudios de filogenia molecular demostraron que la presente especie es hermana de la también recientemente descrita Herpsilochmus praedictus y que el clado formado por ambas está hermanado al llamado «complejo de hormigueritos de corona negra» Herpsilochmus pileatus, con H. atricapillus, H. motacilloides y H. parkeri.